# Панта Јовановић
Панта Јовановић (Београд, 1828 — Београд, 24. децембар 1885/5. јануар 1886) био је српски правник и политичар. Био је министар финансија (3. јул 1868—24. август 1873), министар просвете и члан Државног савета.

## Биографија
Пантин отац био је Риста Јовановић, трговац из Београда и за време кнеза Милоша председник београдске општине. Пантина мајка била је Ђурђија звана Баба Дуда, а Дудин отац је био трговац из Приштине, Карабиберовић, који је на време сазнао да ће избити Први српски устанак, па се са породицом пре устанка преселио у Београд.
Панта је имао 5 сестара, које је његова мајка баба Дуда поудавала у значајне београдске породице, па је та породица Бабадудића дала много министара: Панту Јовановића, Јована Белимарковића, Косту Јовановића, Алимпија Васиљевића, Јована Авакумовића, Павла Денића и генерала Бранка Јовановића. Панта је након завршеног Правног факултета био послан као државни питомац на студије економских наука у Немачкој. Након повратка у Србију радио је на разним пословима финансијске струке.
Политички је припадао либералима, који су имали истакнуту улогу за време Светоандрејске скупштине 1858. и смене династија. Био је 1859. секретар Државног савета. Изабран је јула 1859. за секретара одбора Светоандрејске скупштине, чији задатак је био да спреми предлоге за Малогоспојинску скупштину.
У време друге владе кнеза Милоша 1859. био је начелник министарства финансија. Изабран је септембра 1859. за секретара Малогоспојинске скупштине. Заједно са Јованом Белимарковићем припадао је моћном клану Баба-Дудићи. Панта Јовановић је био министар финансија од 3. јула 1868. до 24. августа 1873. године у владама Ђорђа Ценића, Радивоја Милојковића, Миливоја Петровића Блазнавца и Јована Ристића. Био је вршилац дужности министра просвете и црквених дела од 3. јула до 5. октобра 1868. године. Био је и неколико дана заступник министра грађевина од 5. до 14. априла 1873. Последња влада у којој је био била је влада Јована Ристића, на кога се Панта жалио да не може више да подноси Ристићева понижавања.
Панта Јовановић је заслужан за Закон о трошарини (1869), Закон о сеоским дућанима (1870), Закон о трговачко-занатлијском одбору (1870), Закон о уређењу земљоделско-шумарске школе (1870), Закон о пензионом фонду (1871), Закон о повећању царине на извоз дрва и грађе (1871), Закон о калдрмији (1872), као и Закон о штедионицама. Поред тога написао је пројект закона о српском паробродарском друштву. Изменио је 1871. године увозне царинске тарифе, смањио је царину на извоз рогате стоке, а укинуо је царину на књиге и остале производе наука и уметности. Први је покушао да склопи трговачке уговоре са Аустроугарском, Румунијом и Русијом.
Израдио је нацрт закона о радњама и 1872. Закон о мерама. Установио је 1869. трошарину на шећер, кафу, шпирит, рум, тј. углавном на луксуз варошана. Том трошарином повећан је донекле порез, а да га сељаци нису ни осетили. За време Пантиног мандата буџети никад нису имали мањак. Постављен је 1873. за члана Државног савета. Написао је брошуру Наши ђумручки одношаји (1867).
Био је члан Друштва српске словесности од јануара 1850. године и секретар ДСС 1853, 1854 и 1855. године. Почасни је члан Српског ученог друштва наименован 29. јула 1864. године.
Преминуо је 24. децембра 1885/5. јануара 1886. године у Београду.